# زمینه‌برچینی
زمینه‌برچینی (Bleeding order) در واج‌شناسی زایشی، عملکرد ترتیب‌مند قاعده‌های واجی است که در آن عملکرد قاعدۀ الف باعث حذف بافت آوایی لازم برای عملکرد قاعدۀ ب می‌شود.
عملکرد ترتیب‌مند قاعده‌های واجی برای جلوگیری از تأثیر زمینه‌برچینیِ قواعد را عکس زمینه‌برچینی counter-bleeding می‌گویند.